# Lockdown (Lost)
"Lockdown" er det 41. afsnit af tv-serien Lost. Episoden blev instrueret af Stephen Williams og skrevet af Carlton Cuse & Damon Lindelof. Det blev første gang udsendt 29. marts 2006, og karakteren John Locke vises i afsnittets flashbacks.